# Лосєво (Архангельська область)
Лосєво (рос. Лосево) — селище в Пінезькому районі Архангельської області Російської Федерації.
Населення становить 36 осіб. Входить до складу муніципального утворення Веркольське муніципальне утворення.

## Історія
Від 1937 року належить до Архангельської області.
Орган місцевого самоврядування від 2004 року — Веркольське муніципальне утворення.

## Населення
| 2002 | 2010 | 2012 |
| ---- | ---- | ---- |
| 28   | ↘20  | ↗36  |